# Габрово (Струмица)
Габрово (мкд. Габрово) је насеље у Северној Македонији, у југоисточном делу државе. Габрово је насеље у оквиру општине Струмица.

## Географија
Габрово је смештено у југоисточном делу Северне Македоније, близу државне границе са Грчком (7 km јужно од села). Од најближег града, Струмице, насеље је удаљено 15 km југоисточно.
Насеље Габрово се налази у историјској области Струмица. Насеље је положено на јужном ободу Струмичког поља, на месту где се оно издиже у прва брда, која ка југу прелазе у планину Беласицу. Надморска висина насеља је приближно 300 метара. 
Месна клима је блажи облик континенталне због близине Егејског мора (жарка лета).

## Становништво
Габрово је према последњем попису из 2002. године имало 1.992 становника.
Већинско становништво у насељу су етнички Македонци (99%).
Већинска вероисповест месног становништва је православље.